# 유로파이터 타이푼
유로파이터 타이푼(영어: Eurofighter Typhoon)은 1983년에 발족한 유럽국들의 컨소시엄에 의해 설계되고 제작된, 매우 민첩한 쌍발엔진의 다목적 선미익-삼각익(canard-delta wing) 4.5세대 전투기이다.

## 개발
유로파이터 타이푼의 기원은 브리티시 에어로스페이스사의 고등 전투기 (Advanced Combat Aircraft : ACA) 사업이다.
영국 정부는 고등전투기를 개발하는 예산을 지원했는데, 기업으로부터 자금 지원을 더 받아서 BAe 실험 비행기 프로그램(BAe Experimental Aircraft Programme)이 태동하였다. 그 결과로서, 1986년 8월에 초도 비행을 한 BAe EAP가 만들어졌는데, 유로파이터는 이 EAP와 아주 많이 닮아있다.
최초의 요구 수량은 다음과 같다. 영국 250대, 독일 250대, 이탈리아 165대, 스페인 100대. 생산작업의 할당은 그들의 요구수량에 비례하여 나라별로 나뉘었다. 브리티시 에어로스페이스(영국, 33%), 다임러-벤츠(독일, 33%), 에어이탈리아(이탈리아, 21%), CASA (스페인, CASA) (13%).

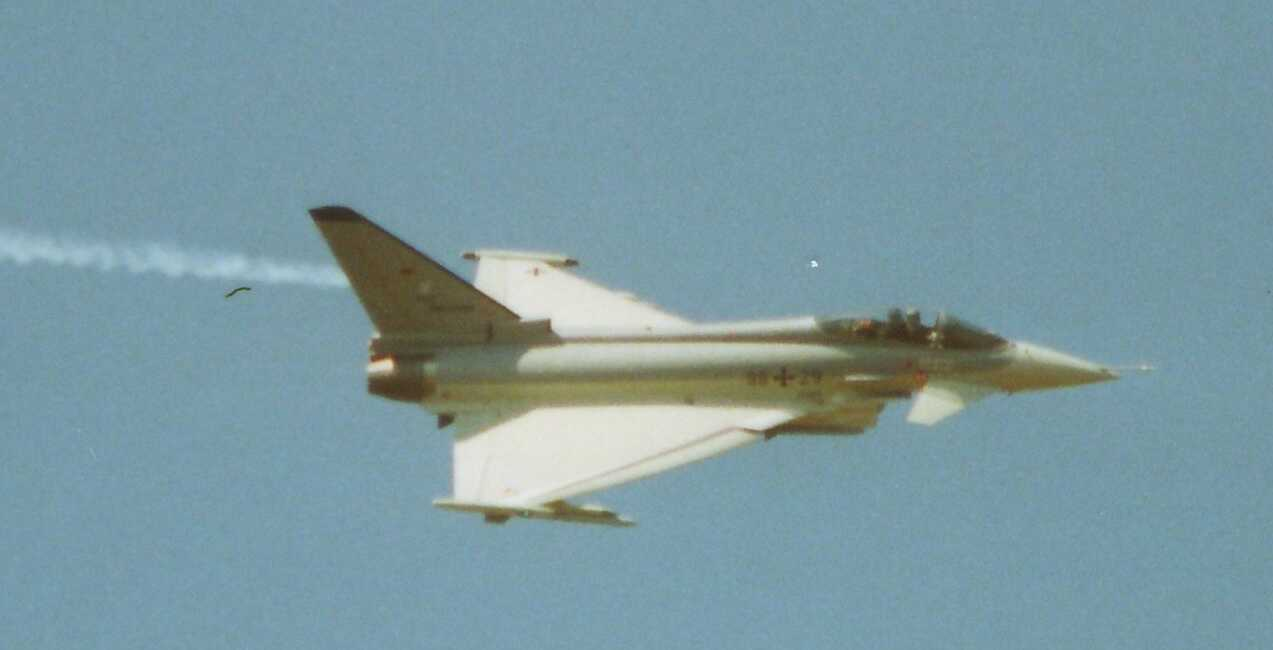
베를린 ILA2000 에서의 유로파이터

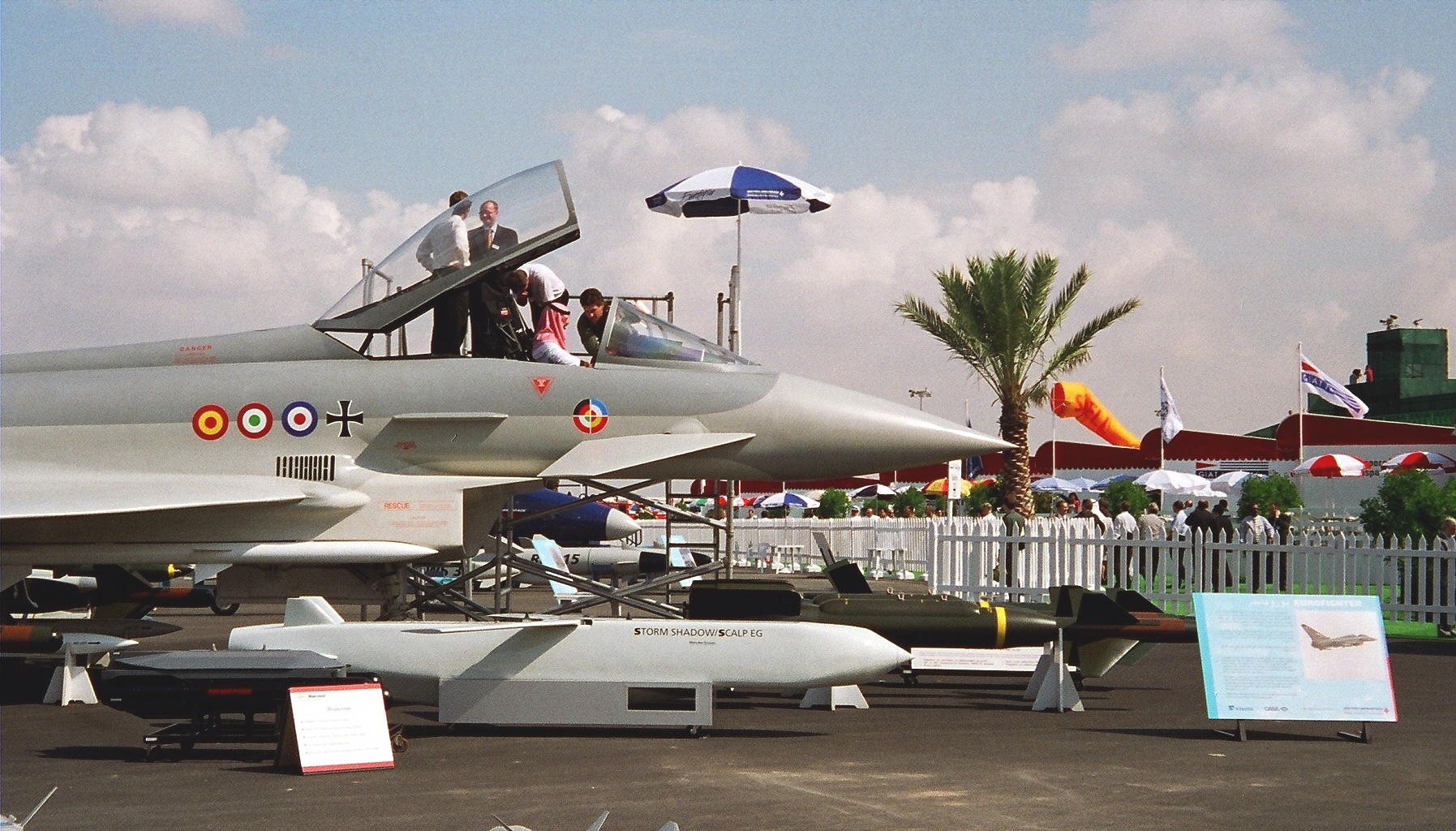
1998년 두바이 에어쇼에 전시된 유로파이터 시제기

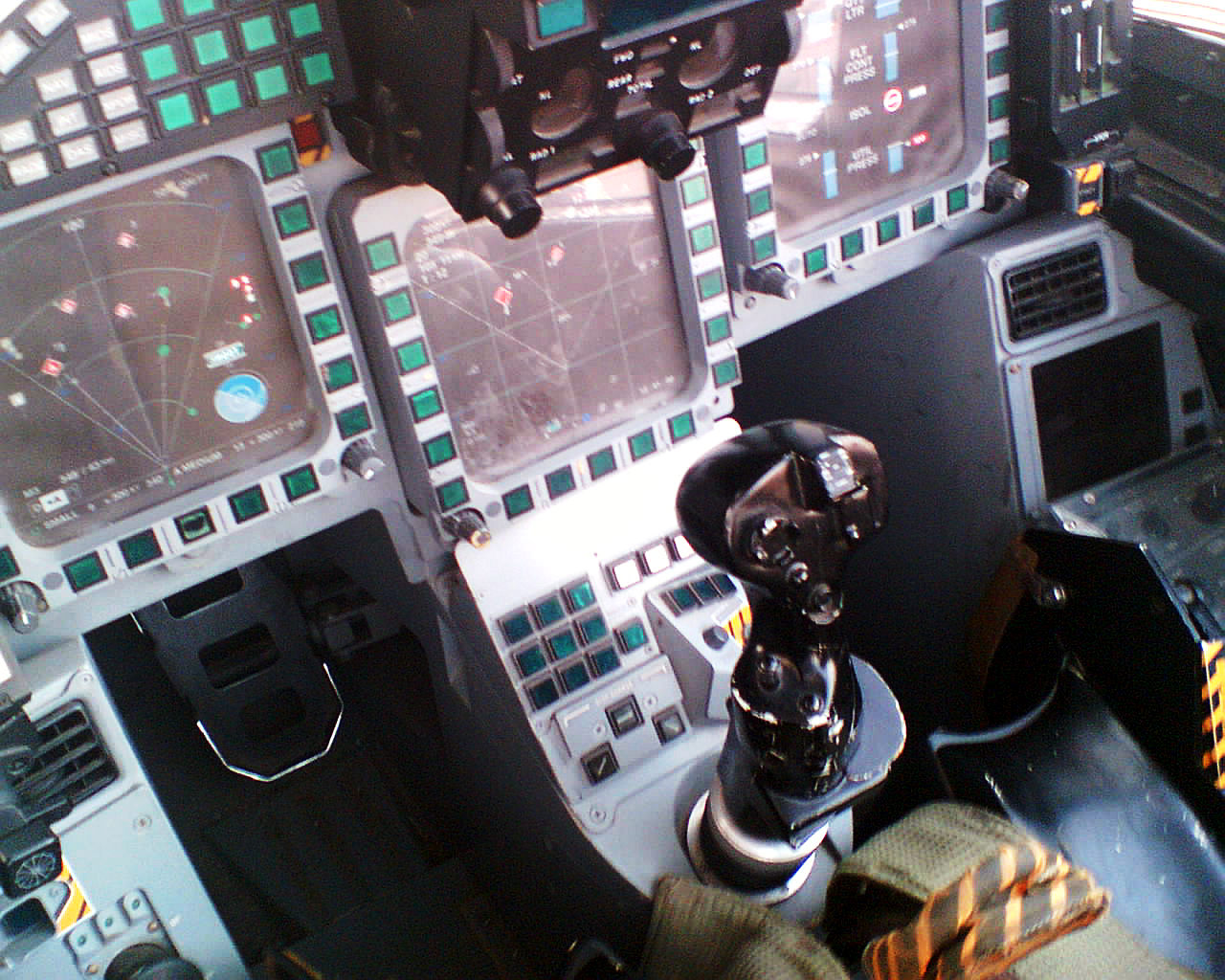
유로파이터 조종석

유로파이터 시제기의 초도 비행은 1994년 3월 27일에 있었다. 이것은 EF(Eurofighter)2000으로 알려졌다.
최종 생산계약 체결수량은 다음과 같다. 영국 232대, 독일 180대, 이탈리아 121대, 스페인 87대.
생산은 다음과 같이 할당되었다. 브리티시 에어로스페이스 (37%), DASA (29%), 아에르이탈리아(19.5%), CASA (14%).
2002년 7월 2일, 오스트리아 정부는 타이푼을 그들의 새 제공전투기로 선정하고 2003년 7월 1일 타이푼 18대를 구매했다. 가격은 1,959,000,000유로였는데, 이는 18대의 전투기, 조종사와 지상 요원(ground crew)의 훈련, 병참, 정비, 시뮬레이터를 포함한다.

## 특징
본래 유로파이터는 제공전용기로 개발되었다. 이후 다목적 운용능력을 부여하고 있으나, 기본적으로 제공전용기로 개발된 여러 가지 기체특성을 갖추고 있다. 우선 반매입식으로 공대공 미사일 4발을 동체 하단에 착륙 장치와의 간섭을 피해 장착한다. 주익에도 역시 좌우 각기 4개소의 무기장착점(hardpoints)을 별도로 갖추고 있으며, 동체 하부에도 무기장착점이 존재한다.
반매입식 장착방법은 내부수납식인 스텔스기에는 미치지 못하지만 상당한 RCS 저감효과를 가진다. 또한 주익이 저익구조로 설계되어 매우 민첩한 공력능력을 가지며, 저익구조에서 오는 주익과 동체접합부의 단단함은 착륙 장치가 주익에 설치되거나 고중량의 무장을 운용하기에 충분한 견고함을 가지고 있다. 또한 저익형 구조는 지상에서 방사되는 레이다파에 대한 반사를 줄이는 효과도 있다.
유로파이터는 삼각익을 채택해 상대적으로 고속안정성과 항속거리면에서 뛰어난 능력을 가진다. 이에 따라 무장장착점의 배치간격이 넉넉한 장점이 있고, 삼각익 특유의 넓은 익면을 활용한 공력 성능 역시 뛰어나다. 가변형의 공기 흡입구로부터 배기구까지 이어지는 긴 동체의 장점을 살려 공대공 미사일 4발이 앞뒤로 각기 2발씩 반매입식으로 장착이 가능해졌으며, 또한 엔진 역시 긴 동체의 장점을 이용하여 재연소기 부분이 길고 크게 설계되어 초음속 순항이 가능해졌다.
현재 지상공격능력의 확충단계에 있는 유로파이터는, 넉넉한 기체설계의 장점을 살려 생각보다 쉽게 지상공격능력을 추가해 나가고 있다. 여기에 스텔스 공대지 미사일인 스칼프(스톰 섀도우)와 타우루스가 장착되며, 지상의 이동 표적을 맞힐 수 있는 헬파이어와 유사한 능력의 브림스톤 역시 장착된다. 브림스톤은 헬파이어보다 상대적으로 소형으로 다수를 장비하는 것이 가능해진 정밀공격 미사일이다. 또 유럽 각국은 사거리 100km 이상의 공대공 미사일 개발을 끝내고 배치단계에 있으며, AESA 레이다 역시 채택이 확산되고 있다. 유로파이터에도 트랜치3부터 탐지거리 150km 이상의 AESA레이다가 장착된다.

## 운용국
- 영국 - 143대

- 독일 - 125대

- 이탈리아 - 83대

- 스페인 - 61대

- 오스트리아 - 15대

- 오만 - 12대

- 사우디아라비아 - 70대

- 쿠웨이트 - 28대 구매 예정.

## 기대에 미치지 못한 생산량
유로파이터 개발국만 4개국, 예상 구매국가는 20개국에 달하는 초대형 사업이었다.
1,000대 이상의 생산을 기대했지만 현실은 기대치의 절반 수준밖에 못미쳤다.

## 유사기종과의 성능비교
미국 공군협회가 발행하는 '에어포스 메거진' 2001년 10월호는 "수년 내에 실전배치될 유로파이터 타이푼은 미국 F-15는 물론이고 러시아 수호이 Su-37의 능력보다 우수하다"며 "그러나 미국이 개발중인 F-22 전투기에게는 성능이 뒤진다."고 평가했다.
- 4.5세대 전투기
- F-15 1970년대부터 30년 넘게 생산된 전투기이다. 최초에는 공중전 전용 전투기로 개발되었다.
- 수호이 Su-27 러시아의 F-15급 전투기이다. 미국에 대응하기 위해 제작했다.
- F-2 일본의 차세대 전투기이다. 높은 기동성과 첨단 장비로 무장한 멀티롤 기체다.
- 다소 라팔 프랑스의 차세대 전투기이다. 타이푼을 제작하다가 항공모함용의 개발에 대한 이견(주로 기체 크기 문제)이 생겨서, 프랑스가 컨소시엄에서 탈퇴하여 독자 개발했다.
- J-11 중국의 F-15급 전투기이다.
- F-22 미국은 F-15를 대체할 새로운 전투기를 F-22 랩터로 정했다. 스텔스 전투기이다.

## 제원
일반 특성
- 승무원: 1명 또는 2명 (훈련기)

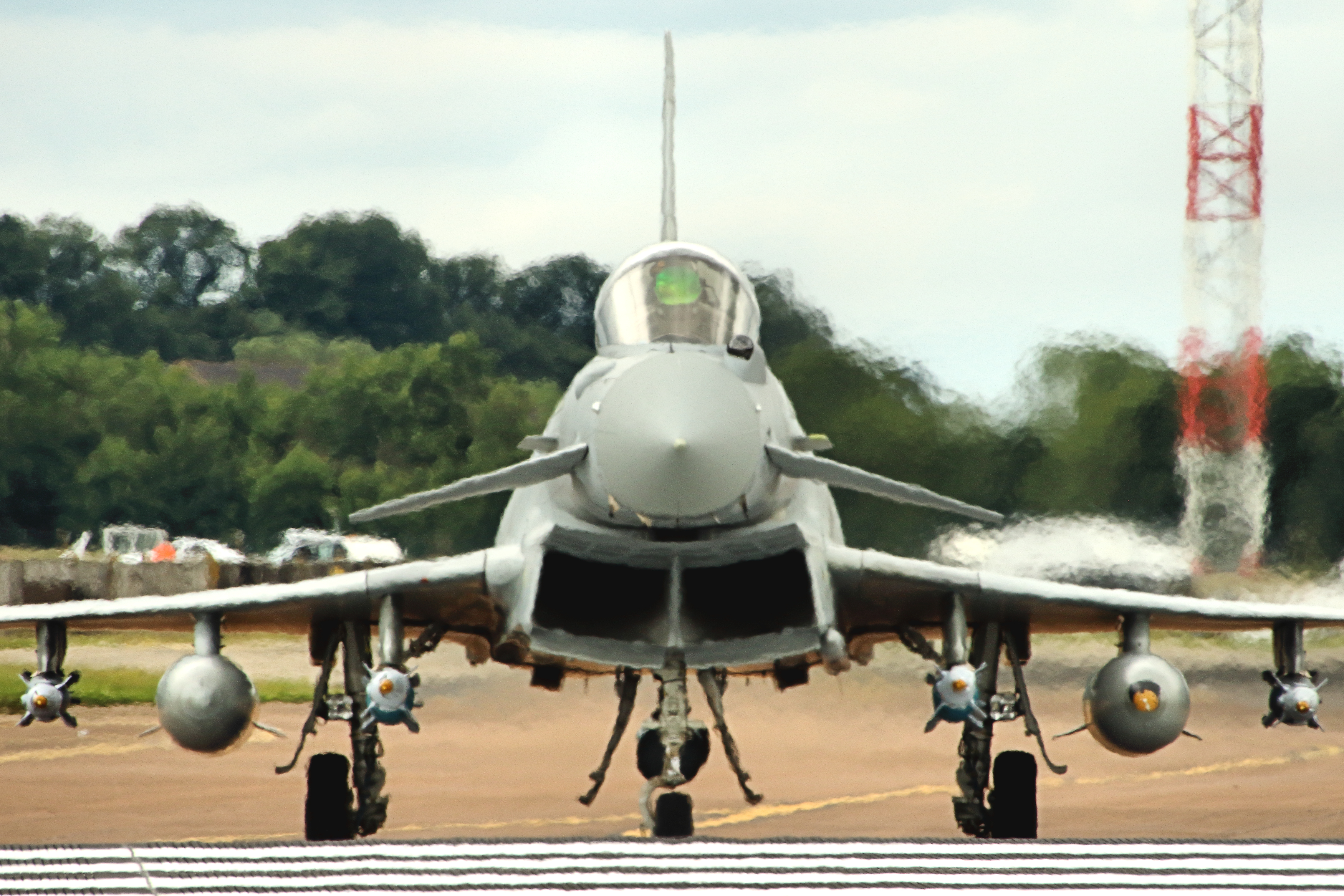
유로파이터 정면 모습

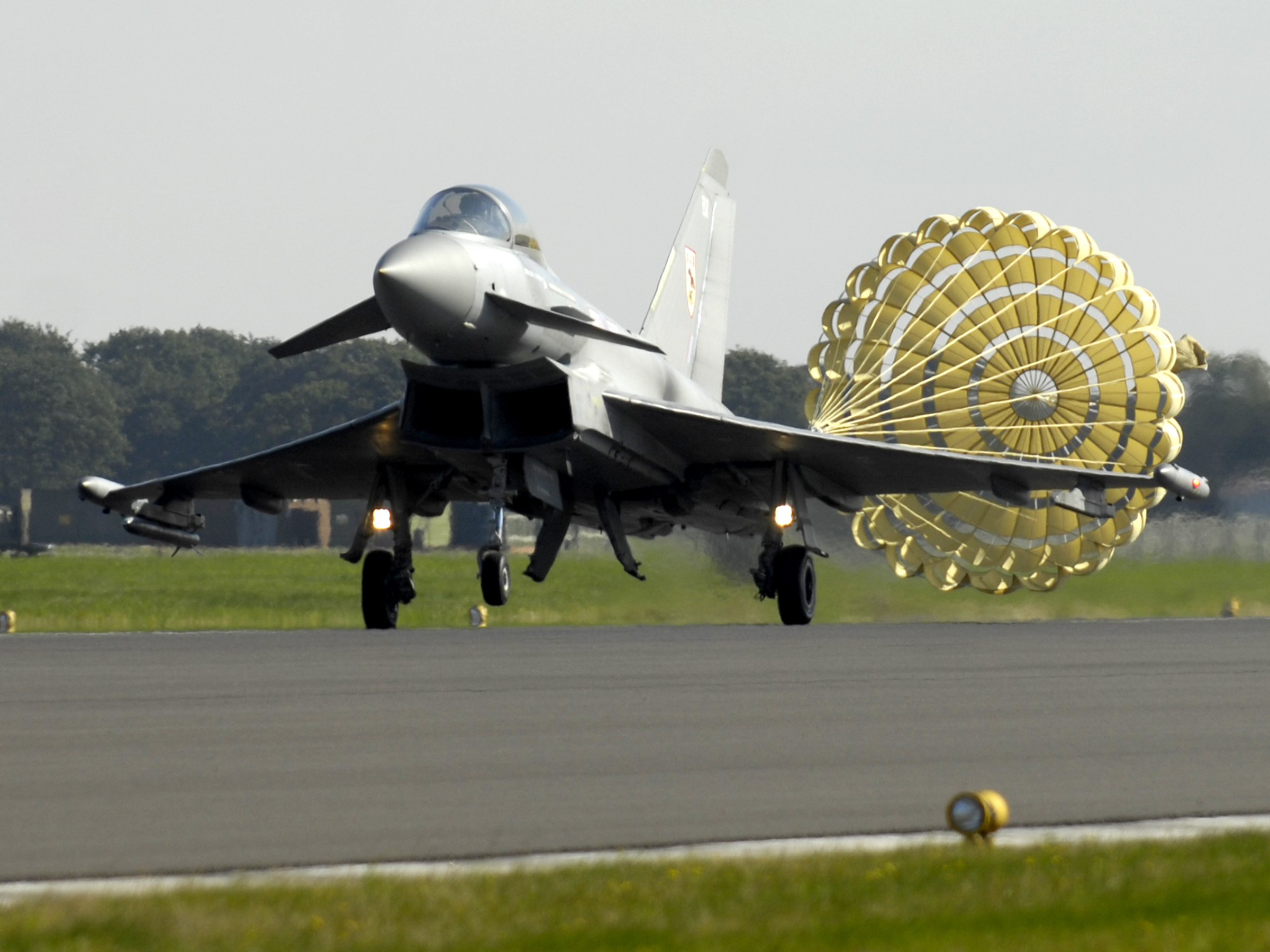
착륙중인 유로파이터

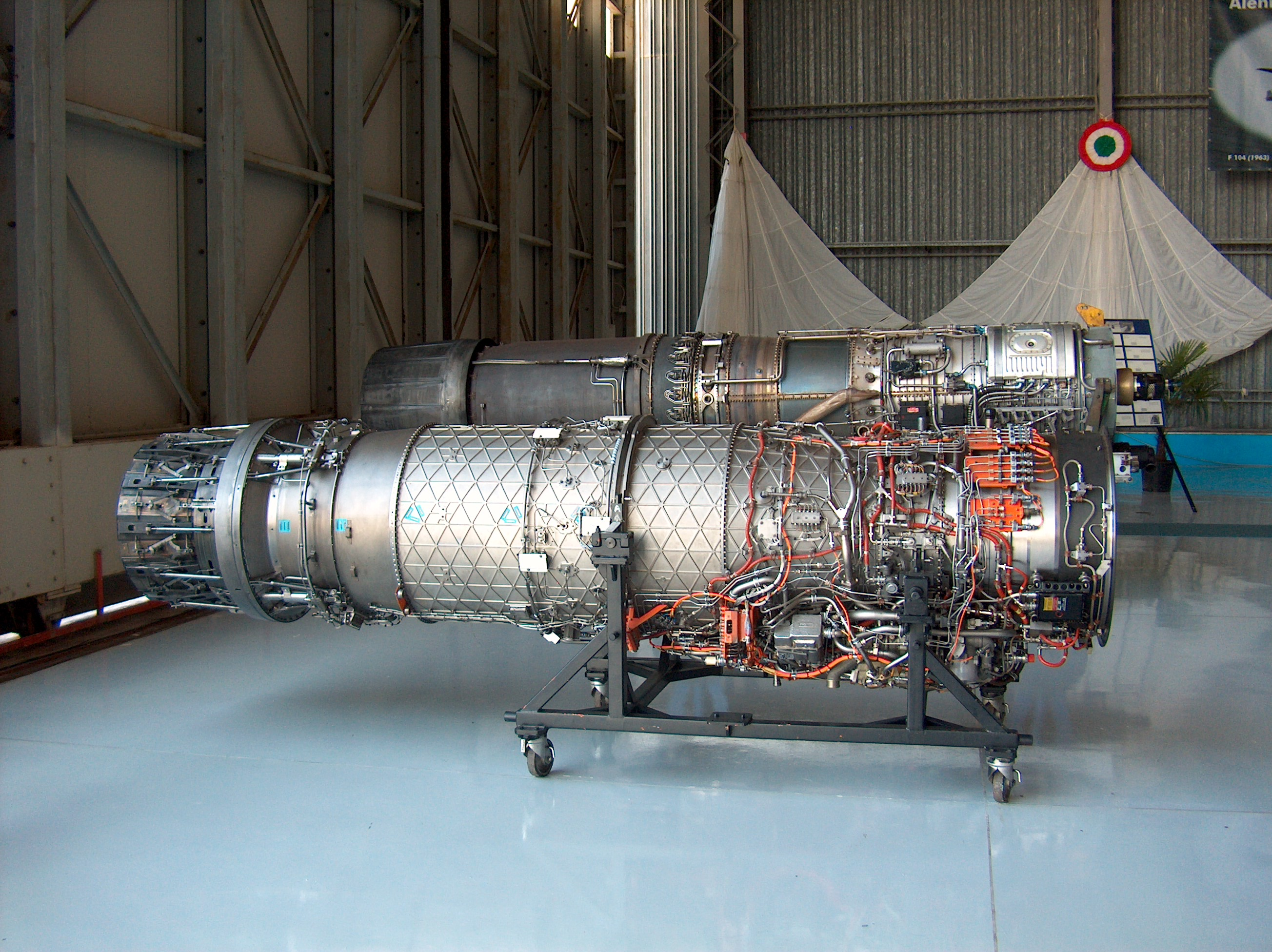
EJ200 엔진

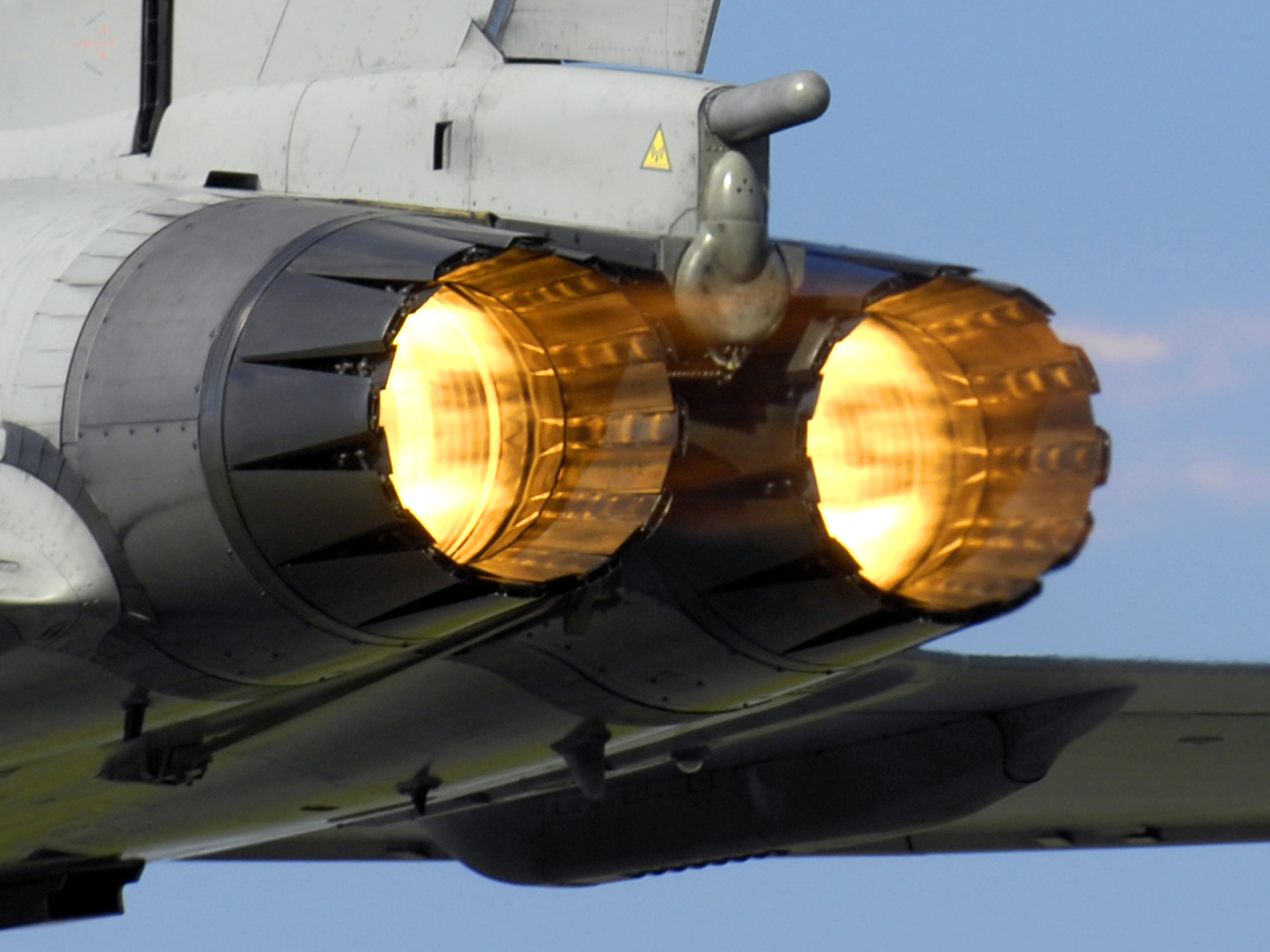
애프터버너를 켠 EJ200 엔진

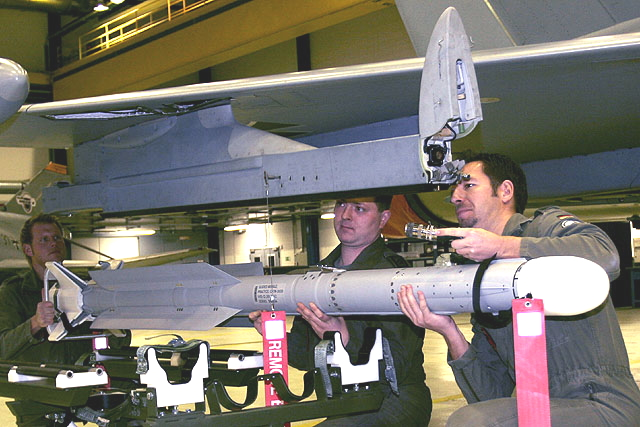
유로파이터의 IRIS-T 공대공 미사일

- 길이: 15.96 m (52.4 ft)
- 날개폭: 10.95 m (35.9 ft)
- 높이: 5.28 m (17.3 ft)
- 날개면적: 51.2 m²[363] (551 sq ft)
- 경하중량: 11,000 kg[364][N 6] (24,000 lb)
- 만재중량: 16,000 kg[365][N 7] (35,270 lb)
- 최대이륙중량: 23,500 kg[363] (51,800 lb)
- 엔진: 2 × 유로젯 EJ200 애프터버닝 터보팬
  - 드라이 추력: 60 kN (13,500 lbf) 각각
  - 애프터버너 추력: >90 kN (20,230 lbf) 각각
- 연료량: 내부연료 5,000 kg (11,020 lb)

성능
- 최대속도:
  - 고고도: 마하 2 (2,495 km/h, 1,550 mph, 고도 10,975 m)
  - 해면: 마하 1.25 (1,530 km/h, 950 mph)
- 슈퍼크루즈: 마하 1.5
- 거리: 2,900 km (1,800 mi)
- 전투행동반경: (1,000 리터 외부연료탱크 3개)
  - 지상공격, lo-lo-lo: 601 km (325 nmi)
  - 지상공격, hi-lo-hi: 1,389 km (750 nmi)
  - 공대공, 3시간 전투초계비행: 185 km (100 nmi)
  - 공대공 교전 10분, 배회: 1,389 km (750 nmi)
- 순항거리: 3,790 km (2,350 mi, 외부연료탱크 3개)
- 운용고도: 19,812 m (65,000 ft)
- 상승률: >318 m/s (62,600 ft/min)

무장
- 기관포: 1 × 27 mm Mauser BK-27 리볼버 기관포, 150발
- 하드포인트: 13개: 8 × 날개밑; 5 × 동체밑; 최대무장량 9,000 kg (19,800 lb)
- 미사일:
  - 공대공 미사일: AIM-120 AMRAAM, AIM-132 ASRAAM, AIM-9 사이드와인더, IRIS-T, MBDA 미티어
  - 공대지 미사일: AGM-65 매버릭, AGM-88 함, 브림스톤, 타우루스, 스칼프, SPEAR 3
- 폭탄: 페이브웨이 시리즈, GBU-39 SDB, JDAM, HOPE/HOSBO
- 기타:
  - 플래어/채프/ECM 포드
  - 타게팅 포드(다모클레스, 라이트닝3, 스나이퍼)
  - 3 × 1,000 리터 외부연료탱크

항법장비
- 유로레이다 CAPTOR 레이다
- PIRATE IRST

## 참고 문헌
- Boot, Roy. From Spitfire to Eurofighter: 45 years of Combat Aircraft Design. Shrewsbury, UK: AirLife Publishing Ltd., 1990. ISBN 1-85310-093-5.
- Buttler, Tony. British Secret Projects: Jet Fighters Since 1950. Hinckley, UK: Midland Publishing, 2000. ISBN 1857800988 {{isbn}}의 변수 오류: 유효하지 않은 ISBN..
- Harkins, Hugh. Eurofighter 2000, Europe`s Fighter for the New Millennium (Aerofax 6). Earl Shilton, UK: Midland Publishing, 2006 (previous edition 1997). ISBN 1-85780-068-0.
- Matthews, Henry. Prelude to Eurofighter: EAP (Experimental Aircraft Programme) (X-Planes Profile-1 ). Beirut, Lebanon: HPM (Henry Paul Matthews) Publications, 2000.
- Richardson, Doug. Stealth Warplanes: Deception, Evasion and Concealment in the Air. London: Salamander, 2001. ISBN 0-7603-1051-3.
- Spick, Mike. "Eurofighter Typhoon." The Great Book of Modern Warplanes. St. Paul, Minnesota: MBI Publishing Company, 2000. ISBN 0-7603-0893-4.
- Spick, Mike (2002). The Illustrated Directory of Fighters. Salamander Press. ISBN 1-84065-384-1.